# Bandeira da Mauritânia
A bandeira da Mauritânia (em árabe: علم موريتانيا) é um campo verde contendo uma estrela dourada e crescente, com duas listras vermelhas na parte superior e inferior do campo. A bandeira original foi introduzida sob as instruções do Presidente Moktar Ould Daddah  e da constituição de 22 de março de 1959 e foi oficialmente adotada em 1 de abril de 1959. 
Em 5 de agosto de 2017, uma referência foi realizado pelo presidente Mohamed Ould Abdel Aziz para mudar a bandeira nacional, abolir o senado e outras emendas constitucionais. O referendo foi bem-sucedido e nova bandeira, incluindo as duas listras horizontais vermelhas, que representam "os esforços e sacrifícios que o povo da Mauritânia continuará a consentir, ao preço do seu sangue, para defender o seu território", foi adoptada a tempo do seu primeiro hasteamento em 28 de novembro de 2017 de 57º aniversário da independência da Mauritânia da França. 
É uma das duas bandeiras de um país que atualmente fala árabe (a outra é o Egito) que usa um tom de amarelo. Além disso, assim como no Egito, a cor amarela é usada no emblema central (o crescente para a bandeira da Mauritânia e a Águia de Saladino para a bandeira do Egito).

## Projeto
O verde, dourado e vermelho são considerados pan-africanas.  O verde também é usado para simbolizar o islamismo, e o dourado representa as areias do deserto do Saara. As listras vermelhas, que foram adicionadas à bandeira em 2017, representam “os esforços e sacrifícios que o povo da Mauritânia continuará a consentir, ao preço do seu sangue, para defender o seu território”.  A estrela e crescente são símbolos do Islão, que é a religião oficial e estatal da Mauritânia.  Não há nenhuma especificação oficial ou folha de construção para as medidas relativas exatas da estrela e do crescente, exceto das medidas da bandeira de 2:3, até maio de 2020. 

## Especificações

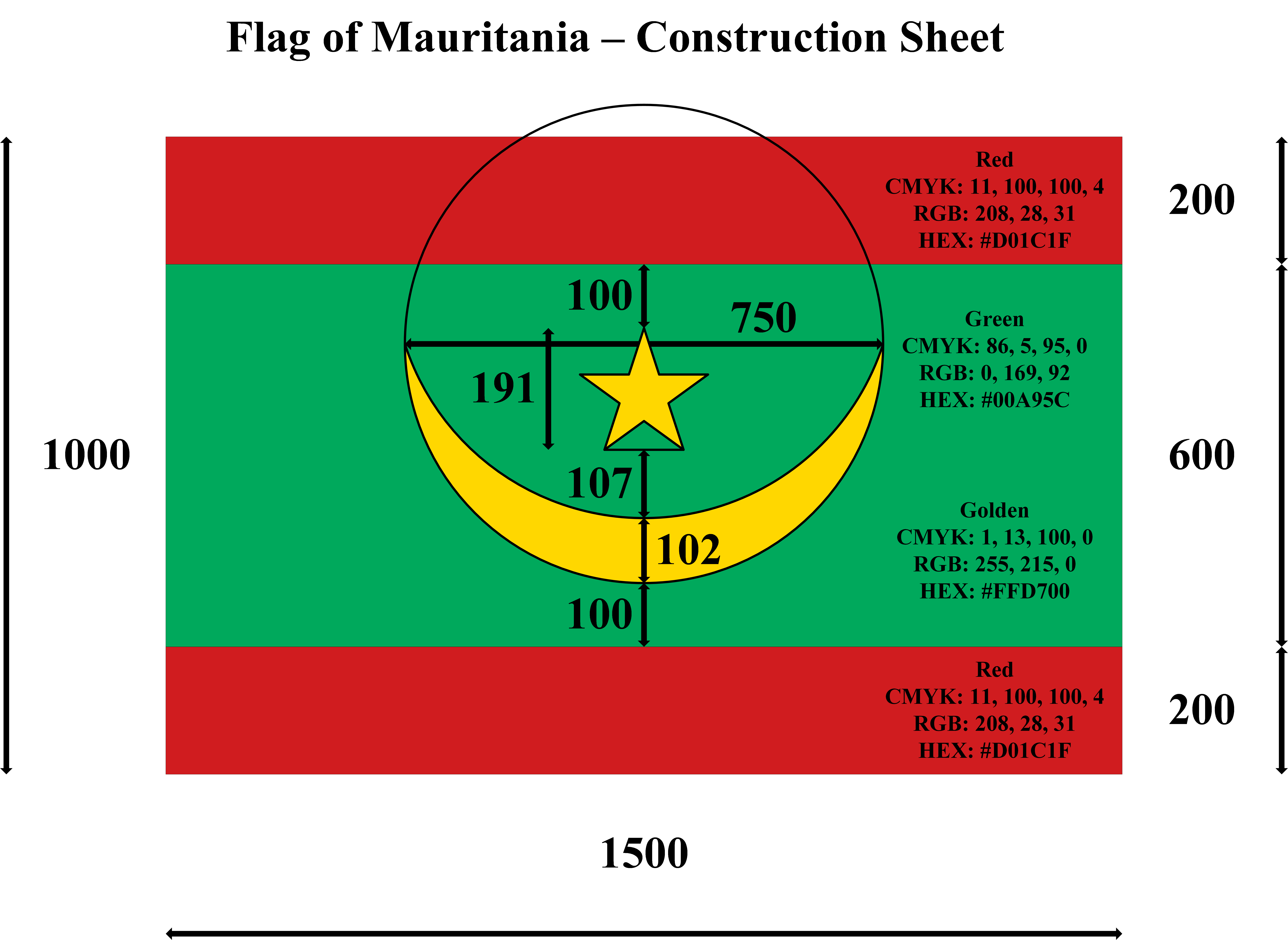
Bandeira de construção

De acordo com Kennach (portal governamental da Mauritânia), os elementos da bandeira são especificados como: 
- Proporção = 2:3 e todas as proporções a seguir são para a largura da bandeira
- Largura das listras vermelhas = 20%
- Largura da área verde = 60%
- Largura da área da estrela e do crescente = 40%
- Distância entre a faixa vermelha inferior e a porção inferior do crescente = 10%
- Diâmetro do círculo externo do crescente = 75% (50% do comprimento da bandeira)
- Largura máxima do crescente = 10,2%
- Distância entre a largura máxima do crescente e a base da estrela = 10,7%
- Os chifres do crescente são as porções esquerda e direita do círculo externo
- Distância entre a faixa vermelha superior e o vértice perpendicular da estrela = 10%
- Altura da estrela = 19,1% (ou seja, o diâmetro da estrela se torna 21,1164%)

| Esquema de cor | Verde     | Vermelho     | Amarelo    |
| -------------- | --------- | ------------ | ---------- |
| CMYK           | 86-5-95-0 | 11-100-100-4 | 1-13-100-0 |
| HEX            | #00A95C   | #D01C1F      | #FFD700    |
| RGB            | 0-169-92  | 208-28-31    | 255-215-0  |

## Uso
Este desenho funciona como a bandeira nacional da Mauritânia e também é usado em forma circular como um roundel de aeronave. 

### Variantes
Embora as emendas constitucionais tenham mencionado apenas a adição de faixas vermelhas, as autoridades têm usado diferentes modelos de bandeiras entre a mudança em 2017 e a construção da bandeira oficial foi lançada em 2020.

Uma versão sem modificações no crescente ou nas cores, apresentada à assembleia nacional nos debates de 2017 [9][10] [11]
Uma versão com ligeiras diferenças de tonalidades de cor e posição para estrela e crescente [12]

## Base jurídica

A bandeira antiga da Mauritânia (1 de abril de 1959 – 15 de agosto de 2017)

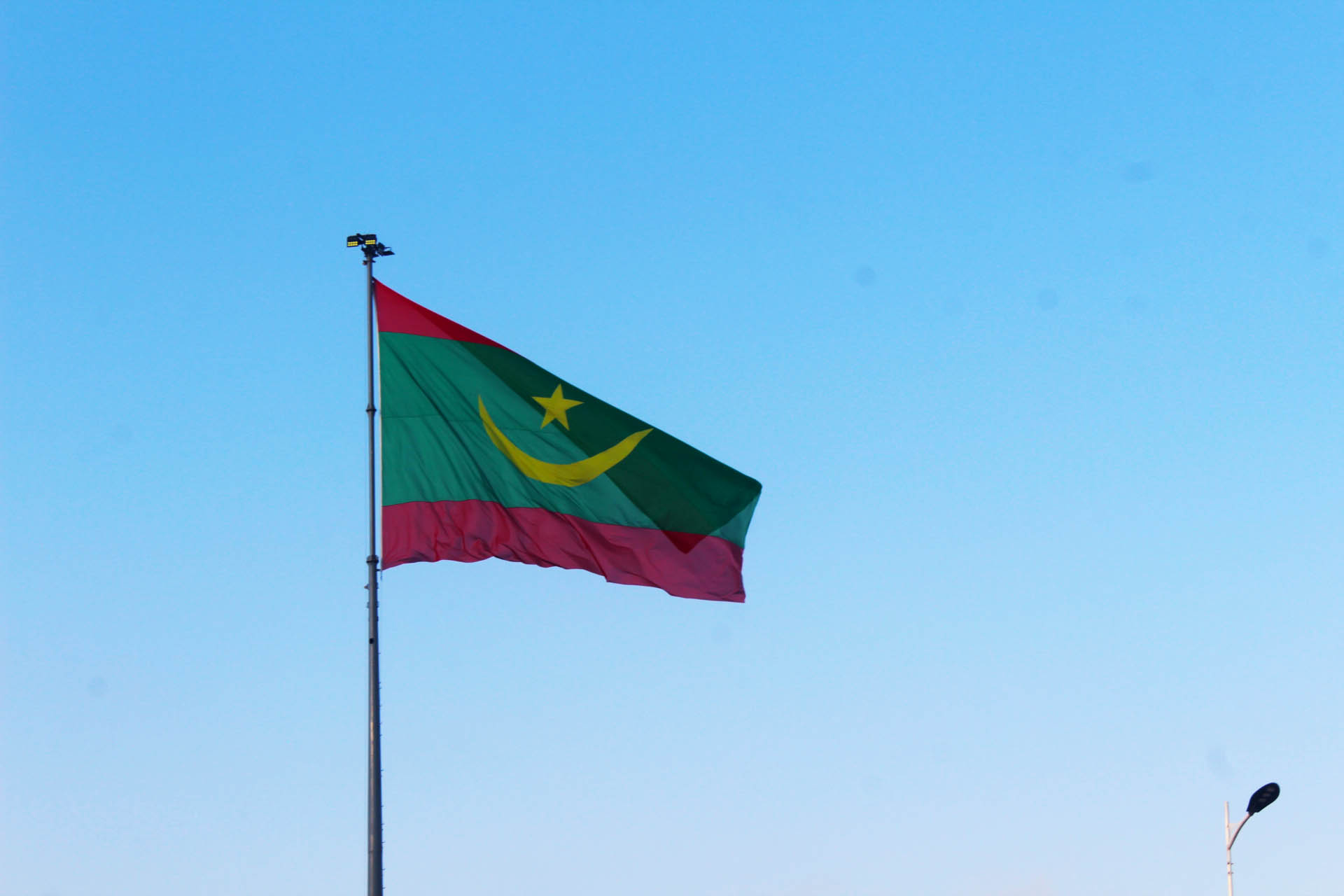
Bandeira acenando da Mauritânia

A constituição atual de 12 de Julho de 1991 especifica que: 
| “ | O emblema nacional é uma bandeira com um crescente e uma estrela dourada sobre fundo verde | ” |
|   | — Constituição da Mauritânia em 12 de julho de 1991.                                       |   |

Ao contrário do selo, a bandeira exata é especificada, não apenas o direito de uma lei especificá-la em alguma data posterior. No entanto, esta bandeira tem a sua base oficial na constituição anterior de 22 de março de 1959;  nenhuma da esta mudança foi feita quando o país declarou a sua independência em 1960. 

## Redesenho de 2017
Em 2017, uma faixa vermelha na parte superior e inferior foi adicionada para simbolizar os esforços e sacrifícios que o povo da Mauritânia continuará a consentir, ao preço do seu sangue, para defender o seu território,  um referendo de 5 de agosto de 2017, agendado pelo presidente Mohamed Ould Abdel Aziz que continha, entre outras emendas constitucionais, uma modificação da bandeira e do hino nacionais. Inicialmente programadas como parte de uma votação única, estas alterações revelaram-se suficientemente controversas para serem transformadas numa votação separada no mesmo dia da votação sobre as instituições.  